# Pääjärvi (sjö i Kuhmo, Kajanaland)
Pääjärvi är en sjö i kommunen Kuhmo i landskapet Kajanaland i Finland. Sjön ligger 159,2 meter över havet. Den är 2,45 meter djup. Arean är 84 hektar och strandlinjen är 8,99 kilometer lång. Sjön  ingår i Uleälvens huvudavrinningsområde.   Den ligger omkring 83 kilometer öster om Kajana och omkring 490 kilometer nordöst om Helsingfors. 